# Симфония № 4 (Бетховен)
Симфония № 4 Си-бемоль мажор (B-dur), op. 60 — симфония Людвига ван Бетховена.
Написана в 1806 году в Вене.

## Состав оркестра
Деревянные духовые
1 флейта
2 гобоя
2 кларнета (B)
2 фагота
Медные духовые
2 валторны (B)
2 трубы (B)
Ударные
Литавры
Струнные
I и II скрипки
Альты
Виолончели
Контрабасы

## Части
| № | темп                    | размер | тональность |
| 1 | Adagio – Allegro vivace | 2/2    | B-dur       |
| 2 | Adagio                  | 3/4    | Es-dur      |
| 3 | Allegro vivace          | 3/4    | B-dur       |
| 4 | Allegro ma non troppo   | 2/4    | B-dur       |

## Использование музыки
На музыку симфонии балетмейстером Фёдором Лопуховым в 1923 году в Петроградском театре оперы и балета был поставлен балет «Величие мироздания».
| Симфония № 4 си-бемоль мажор, op. 60, часть 1 - Adagio - Allegro vivace Помощь по воспроизведению файла Симфония № 4 си-бемоль мажор, op. 60, часть 2 - Adagio Помощь по воспроизведению файла | Симфония № 4 си-бемоль мажор, op. 60, часть 3 - Allegro vivace Помощь по воспроизведению файла Симфония № 4 си-бемоль мажор, op. 60, часть 4 - Allegro ma non troppo Помощь по воспроизведению файла |